# Adolphe Reymond
Adolphe Reymond (* 4. September 1896; † 7. März 1976 in Berlingen) war ein Schweizer Fussballspieler. Er spielte als rechter Innenverteidiger.

## Karriere
Adolphe Reymond spielte auf Vereinsebene für den Servette FC.
Er absolvierte für die Schweizer Nationalmannschaft insgesamt 11 Spiele, 5 Länderspiele (gegen Frankreich, Ungarn zwei Mal, Österreich und die Niederlande) und 6 Spiele an den Olympischen Sommerspielen 1924 in Frankreich (gegen Litauen, Tschechien zwei Mal, Italien, Schweden und Uruguay), in denen die Schweiz am 9. Juni 1924 nach der 0:3-Finalniederlage gegen Uruguay in Paris die Silbermedaille gewann.
Sein Debüt gab er am 23. März 1924 beim 3:0-Sieg gegen Frankreich in Genf. Seinen letzten Auftritt mit der Nationalmannschaft hatte er am 19. April 1925 beim 4:1-Heimsieg gegen die Niederlande in Zürich, bei dem er Captain war, wie schon im Spiel zuvor am 25. März 1925 bei der 0:5-Auswärtsniederlage gegen Ungarn in Budapest.